# Wladimir Nikolajewitsch Romanow

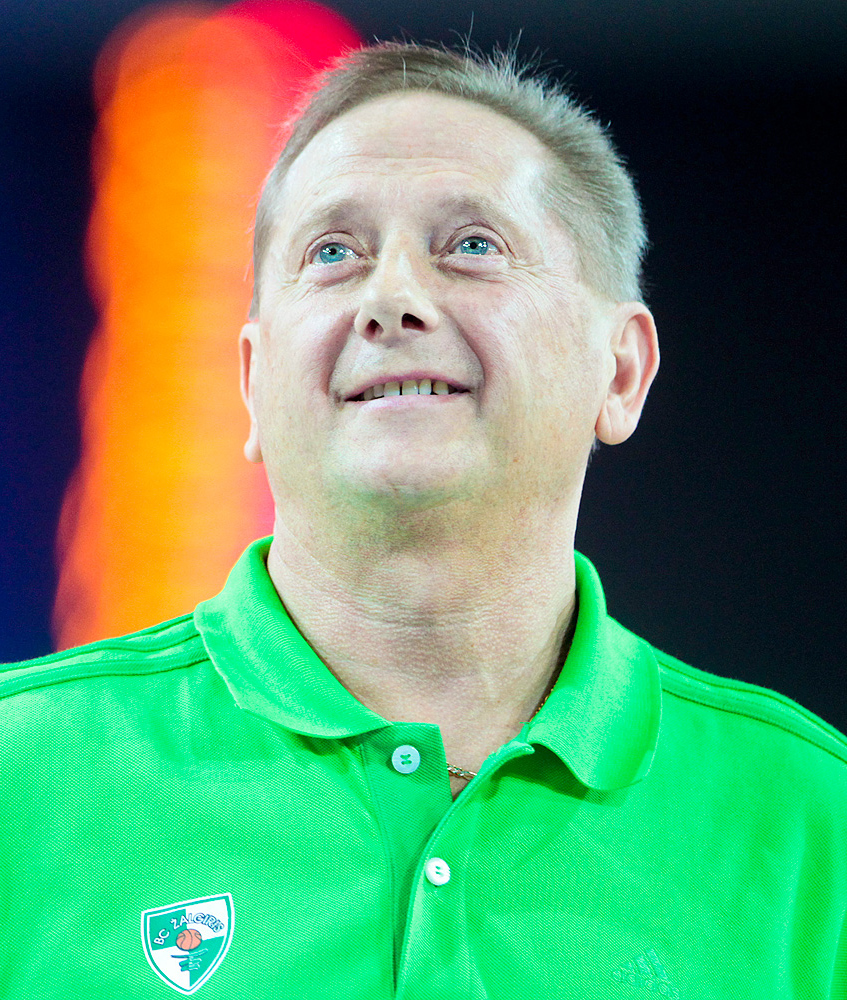
Wladimir Romanow

Wladimir Nikolajewitsch Romanow (litauisch Vladimiras Romanovas, russisch Владимир Николаевич Романов; * 1947 in Wedernikowo, Oblast Kalinin, Russische SFSR, Sowjetunion) ist ein russisch-litauischer ehemaliger Unternehmer, Bankier, Finanzier und Investor in verschiedenen Ländern auf dem Balkan und dem Baltikum.
Wladimir Romanow war Hauptaktionär und Vorstandsvorsitzender des Konzerns Ūkio banko investicinė grupė (Investitionsgruppe von Ūkio bankas) (ŪBIG) und war Vorstandsvorsitzender einer insolventen privaten Bank „Ūkio bankas“.
Sein Vermögen wurde auf 370 Mio. Euro, nach Angaben des Spiegel-Journalisten Volker Gulde auf 400–800 Mio. Euro, geschätzt. Aber 2012 deklarierte er dem Steueramt Schulden von 238,5 Mio. Lt, die damit sein Vermögen um 58 Mio. Lt überstiegen hätten.
Der Geschäftsmann genießt in Kaunas, seinem Wohnsitz, einen guten Ruf, denn er ist für seine Wohltätigkeit bekannt. Mit seinen Spenden leistet er einen wertvollen Beitrag zum Kulturleben der Stadt, unterstützt mehrere humanitäre Projekte: An der Restaurierung der russisch-orthodoxen Kirche hat er aktiv mitgewirkt, er spendet für das russische Kinderkulturzentrum und nimmt talentierte Künstler unter seine Fittiche.

## Tätigkeit
Von 1965 bis 1970 leistete Wladimir Romanow seinen Wehrdienst in der sowjetischen Armee in Murmansk in der Marineflotte, größtenteils auf einem Atom-Unterseeboot, der K-19. Das gesparte Geld von 10.000 Rubel investierte er in Kaunas und gründete 1972 sein erstes Unternehmen. 2006 erwarb er das ausgemusterte und zur Verschrottung freigegebene U-Boot K-19.
Später kaufte Wladimir Romanow Aktien von litauischen Industrieunternehmen wie „Koton“, „AB Silva“ und dem litauischen Industriegiganten „Dirbtinis pluoštas“. Alle Unternehmen gingen später bankrott, weshalb gegen Romanov ein Strafverfahren eingeleitet wurde.
Wladimir Romanow investierte dann auf dem Balkan und gründete dort eine Investmentbank Balkan Investment Bank AD und Investmentgesellschaft Balkan Investment Management AD.

## Sport
Wladimir Romanow besitzt auch einige Fußballclubs, wie den schottischen Verein Heart of Midlothian in Edinburgh und den FBK Kaunas, und hält die Mehrheit an Partizan Minsk. Im Mai 2009 übernahm er 75 % des Basketballvereins Žalgiris Kaunas.

## Familie
Wladimir Romanow ist verheiratet. Sein einziger Sohn Roman Romanow sitzt im Vorstand der „Hearts“ und koordiniert Investitionstätigkeiten in Bosnien und Herzegowina, Frau Swetlana Romanowa ist nicht berufstätig und nicht in die Geschäfte ihres Mannes involviert.